# Франческо Гонзага (пояснение)
Франческо Гонзага може да се отнася до:
- Франческо Гонзага (?-1369), син на Гуидо Гонзага – 2-ри капитан на народа на Мантуа;
- Франческо I Гонзага (1366-1407), кондотиер, четвърти капитан на народа на Мантуа;
- Франческо Гонзага (1444–1483), кардинал, син на Лудовико II Гонзага;
- Франческо II Гонзага (1466-1519), 4-ти маркиз на Мантуа;
- Франческо Гонзага (1477-1511), известен като „Кардиналино“ („Кардиналчето“), извънбрачен син на кардинал Франческо Гонзага;
- Франческо Гонзага (1496-1523), син на Джовани Гонзага, съпруг на Лукреция Сфорца;
- Франческо II Гонзага (1519-1577), втори граф на Новелара;
- Франческо III Гонзага (1533-1550), 2-ри херцог на Мантуа и маркиз на Монферат;
- Франческо Гонзага (1538–1566), кардинал, син на Феранте I Гонзага;
- Франческо (Анибале) Гонзага (1546-1620), епископ на Мантуа и почитаем на Католическата църква;
- Франческо Гонзага (1577-1616), трети маркиз на Кастильоне деле Стивиере;
- Франческо IV Гонзага (1586-1612), 5-ти херцог на Мантуа и Монферат;
- Франческо Гонзага (1588-1673), извънбрачен син на Винченцо I Гонзага и епископ на Нола през 1657 г.;
- Франческо Джовани Гонзага (1593-1636), син на Карло Гонзага ди Весковато;
- Франческо Гонзага (1593-1643), син на Феранте II Гонзага, херцог на Гуастала;
- Франческо Гонзага-Невер (1606–1622), син на Карло I Гонзага-Невер;
- Франческо Гонзага (1684–1758), син на Фердинандо II Гонзага, принц на Кастильоне .